# Чемпионат Европы по современному пятиборью 2011
XX Чемпионат Европы по современному пятиборью среди мужчин и XIX Чемпионат Европы по современному пятиборью среди женщин 2011 года проводился в городе Мидуэй, Великобритания.

## Результаты. Мужчины
| Дисциплина           | Золото                                                  | Серебро                 | Бронза                         |
| Индивидуальный зачет | Россия · Андрей Моисеев                                 | Россия · Сергей Карякин | Украина · Дмитрий Кирпулянский |
| Командный зачет      | Россия · Сергей Карякин · Александр Лесун · Илья Фролов | Италия                  | Чехия                          |
| Эстафета             | Венгрия                                                 | Польша                  | Беларусь                       |

## Результаты. Женщины
| Дисциплина           | Золото                          | Серебро                     | Бронза                            |
| Индивидуальный зачет | Германия · Лена Шонеборн · 5600 | Венгрия · Адриен Тот · 5548 | Украина · Виктория Терещук · 5536 |
| Командный зачет      | Венгрия · 16340                 | Германия · 16224            | Франция · 15764                   |
| Эстафета             | Венгрия · 5578                  | Германия · 5458             | Франция · 5398                    |